# Vaux-Montreuil
Vaux-Montreuil è un comune francese di 111 abitanti situato nel dipartimento delle Ardenne nella regione del Grand Est.

## Società

### Evoluzione demografica
Abitanti censiti